# Otto Bondy

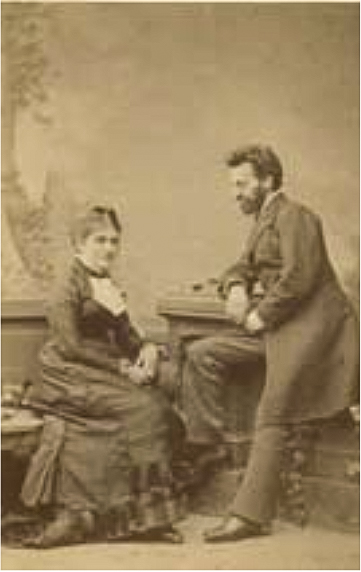
Otto and Julie Bondy, geborene Cassirer

Otto Bondy (geboren am 3. Oktober 1844 in Prag, gestorben am 22. Oktober 1928 in Wien) war ein österreichischer Industrieller und Kunstsammler jüdischer Abstammung, der in Prag und Wien aktiv war.

## Leben
Otto Bondy war ein Sohn des Prager Industriellen  Aron (Anton) Bondy und er hatte neun Geschwister: einen namentlich nicht bekannten und als Kind verstorbenen älteren Bruder, Robert Bondy (1841, gestorben als Kind), Hermine Bensinger (1842–1914), Edmund Bondy (1843–1917), Lucie Wiener, Franz Bondy (1851–1918), Martha Kafka (1853–1926), Friederike Pollak (geb. 1855) und Hugo Bondy (geb. 1863). Er heiratete 1878 in Breslau die von dort stammende Julie Cassirer (1860–1914), die Tochter des Unternehmers Marcus Cassirer. Die Familie hatte fünf Kinder: Walter Bondy (1880–1940, Maler und Fotograf), Hans Bondy  (1881–1917, Freitod), Antoinelle (1883–1961, spätere Ehefrau von Ernst Cassirer), Martha Maria (1888–1942, spätere Ehefrau von Oscar Pollack (beide 1942 deportiert)) und Edith Lilli (1893–1977, spätere Ehefrau von Maximillian Waller).

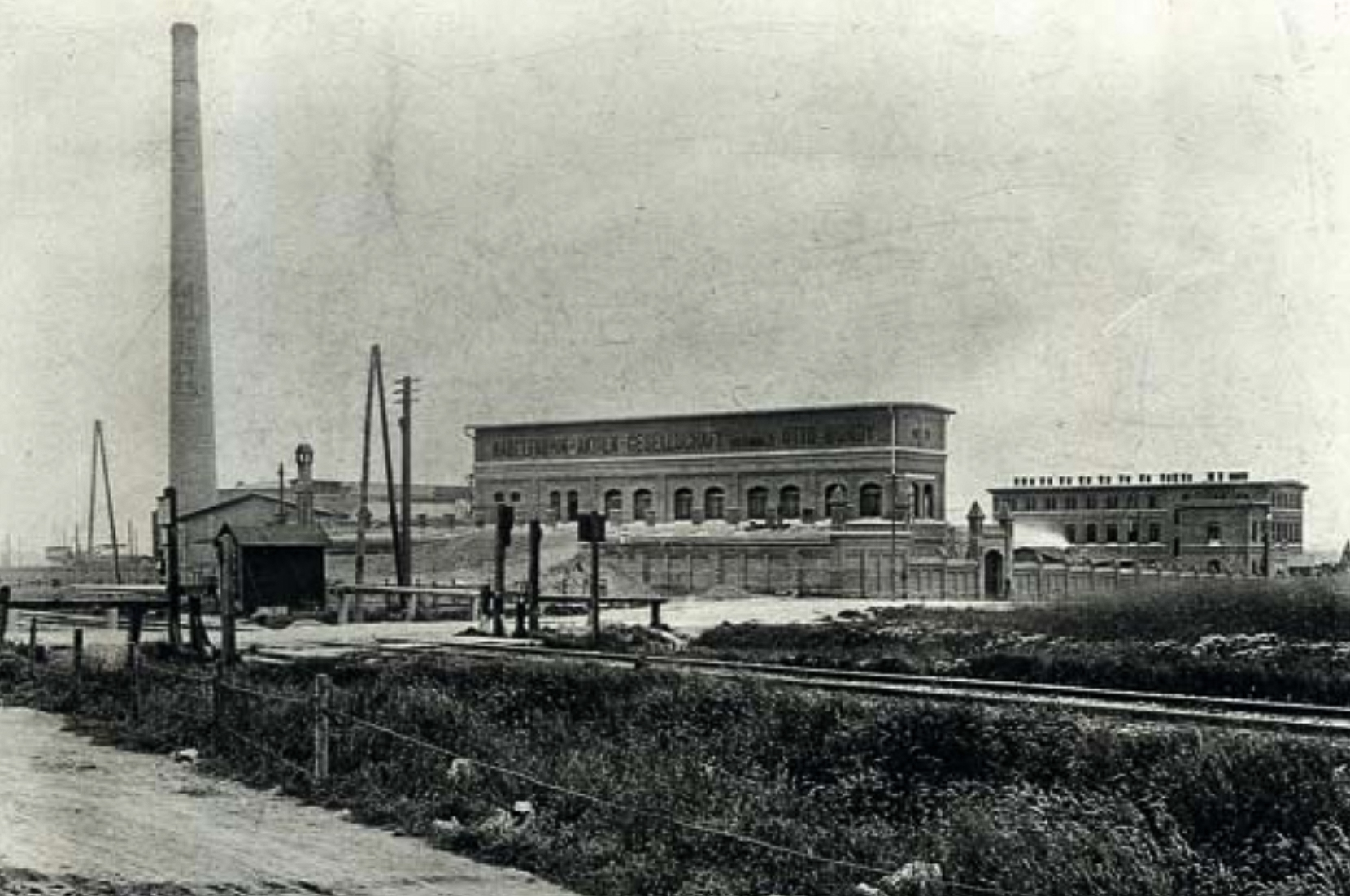
Kabelfabrik Aktien Gesellschaft vormals Otto Bondy, ca. 1880

Nach der Geburt von Walter zog das Paar 1880 von Prag nach Wien. 1882 hatte Otto Bondy seine zuerst als Vertretung der Chaudoir‘schen Messingwerke und Kabelwerke und später nach ihm benannte Kabel-Fabrik in Penzing bei Wien gegründet. Sein Neffe Hugo Cassirer kam nach seinem Studium zu ihm, bevor er als Teilhaber in das Kabelwerk Dr. Cassirer & Co seines Vaters Louis Cassirer einstieg. Die Kabel-Fabrik AG wurde 1895 in eine Ungarische Aktiengesellschaft mit Sitz in Bratislava umgewandelt, dort ging zudem 1986 eine neue und größere Anlage in Betrieb. 1904 wurde in Wien-Meidling eine größere Fabrikanlage aufgebaut, in die die Penziger Anlage 1905 umsiedelte und ab 1906 nach Abspaltung aus der AG in Bratislava als Kabelfabrik und Drahtindustrie AG Wien (KDAG) unter dem Dach der Mährisch-Schlesischen Actiengesellschaft für Draht-Industrie, ansässig in Troppau, firmierte. Wahrscheinlich zog Otto Bondy 1907 mit seiner Frau nach Berlin. 1909 schied er aus dem Verwaltungsrat der Firma in Wien-Meidling aus und wurde erst im April 1927 wieder in dieses Gremium bestellt, welchem er bis zu seinem Tod im Folgejahr angehörte.
Otto Bondy besaß eine Kunstsammlung, die 1902 über 70 zumeist moderne Gemälde, zahlreiche Bronzen und andere Plastiken umfasste. Im Nachlass fand sich allerdings nur das Bild „Wallküre“ (sic!) von Hans Makart, das er seinem Neffen Egon Bondy vererbte. Über einen Verkauf der Sammlung liegen keine Informationen vor.

## Belege
1. 1 2 3 4 5  Tano Bojankin: Kabel, Kupfer, Kunst. Walter Bondy und sein familiäres Umfeld. Katalog 2008. (Memento des Originals vom 24. August 2021 im Internet Archive)  Info: Der Archivlink wurde automatisch eingesetzt und noch nicht geprüft. Bitte prüfe Original- und Archivlink gemäß Anleitung und entferne dann diesen Hinweis. (PDF; 748 kB)
2. 1 2  Sigrid Bauschinger: Die Cassirers. Unternehmer, Kunsthändler, Philosophen. C.H.Beck, München 2015; S. 447. ISBN 978-3-406-67714-4.
3. ↑  Sigrid Bauschinger: Die Cassirers. Unternehmer, Kunsthändler, Philosophen. C.H.Beck, München 2015; S. 20. ISBN 978-3-406-67714-4.